# چروونوپارتیزانسک
شهر چروونوپارتیزانسک (به روسی: Червонопартизанськ) در استان لوهانسک در کشور اوکراین واقع شده‌است. جمعیت این شهر ۱۷٬۶۸۰ نفر  است.